# Allons (Lot-et-Garonne)
Allons (okzitanisch: Alon) ist eine französische Gemeinde mit 167 Einwohnern (Stand: 1. Januar 2022) im Département Lot-et-Garonne in der Region Nouvelle-Aquitaine (vor 2016: Aquitanien). Sie gehört zum Arrondissement Nérac und zum Kanton Les Forêts de Gascogne. Die Einwohner werden Allonais genannt.

## Geografie
Allons ist die westlichste Gemeinde im Département Lot-et-Garonne. Sie liegt in den Wäldern der Landes de Gascogne an den Grenzen zu den Départements Gironde und Landes, etwa 53 Kilometer westlich von Agen. Durch die 76,33 km² große Gemeinde Allons fließt in Süd-Nord-Richtung der Fluss Ciron. Umgeben wird Allons von den Nachbargemeinden Lartigue im Norden, Pindères im Nordosten, Sauméjan im Nordosten und Osten, Houeillès im Osten, Lubbon im Südosten, Losse im Süden, Maillas im Westen sowie Giscos im Nordwesten.

## Bevölkerungsentwicklung
| Jahr                       | 1962 | 1968 | 1975 | 1982 | 1990 | 1999 | 2006 | 2016 | 2022 |
| Einwohner                  | 304  | 247  | 185  | 152  | 152  | 172  | 174  | 164  | 167  |
| Quellen: Cassini und INSEE |      |      |      |      |      |      |      |      |      |

## Sehenswürdigkeiten
- Kirche Saint-Christophe aus dem 17. Jahrhundert
- Kirche Saint-Clair in Gouts aus dem 13. Jahrhundert, Monument historique seit 1995
- Kirche Notre-Dame-de-Lubans aus dem 14. Jahrhundert
- Wehrhaus von Capchicot, Monument historique seit 1998
- Haus Luxurguey, seit 1993 Monument historique

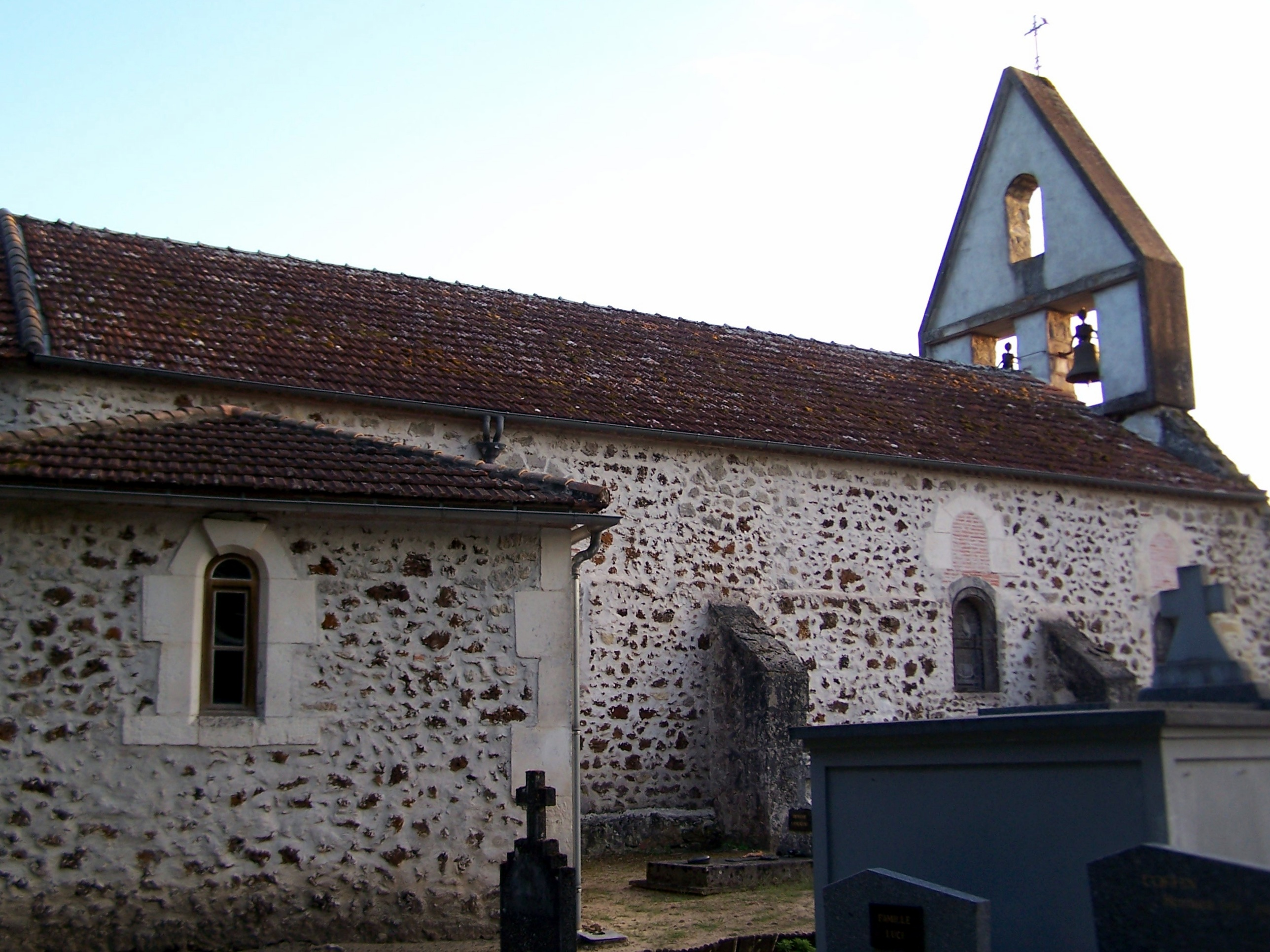
Kirche Saint-Christophe
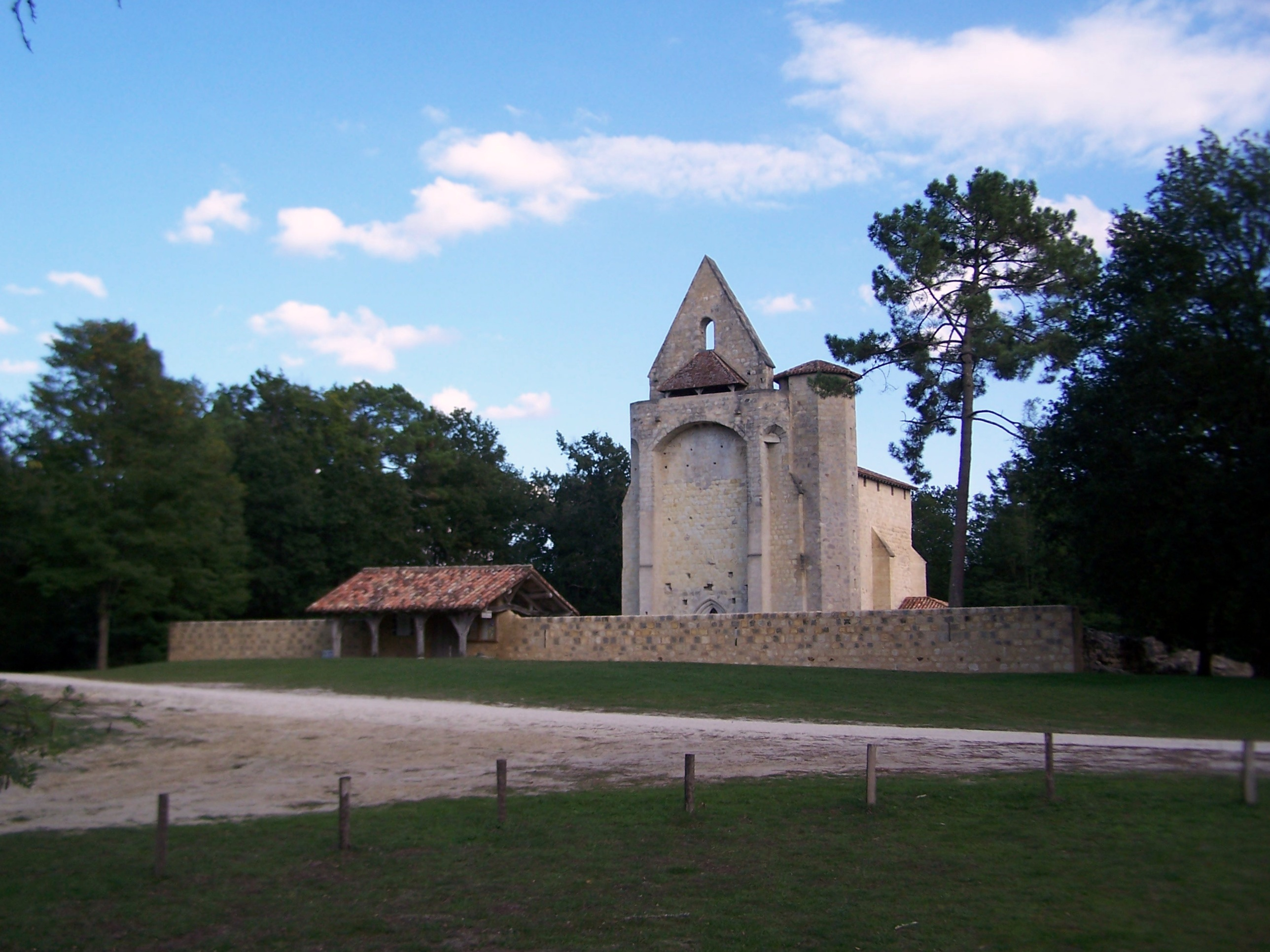
Kirche Saint-Clair
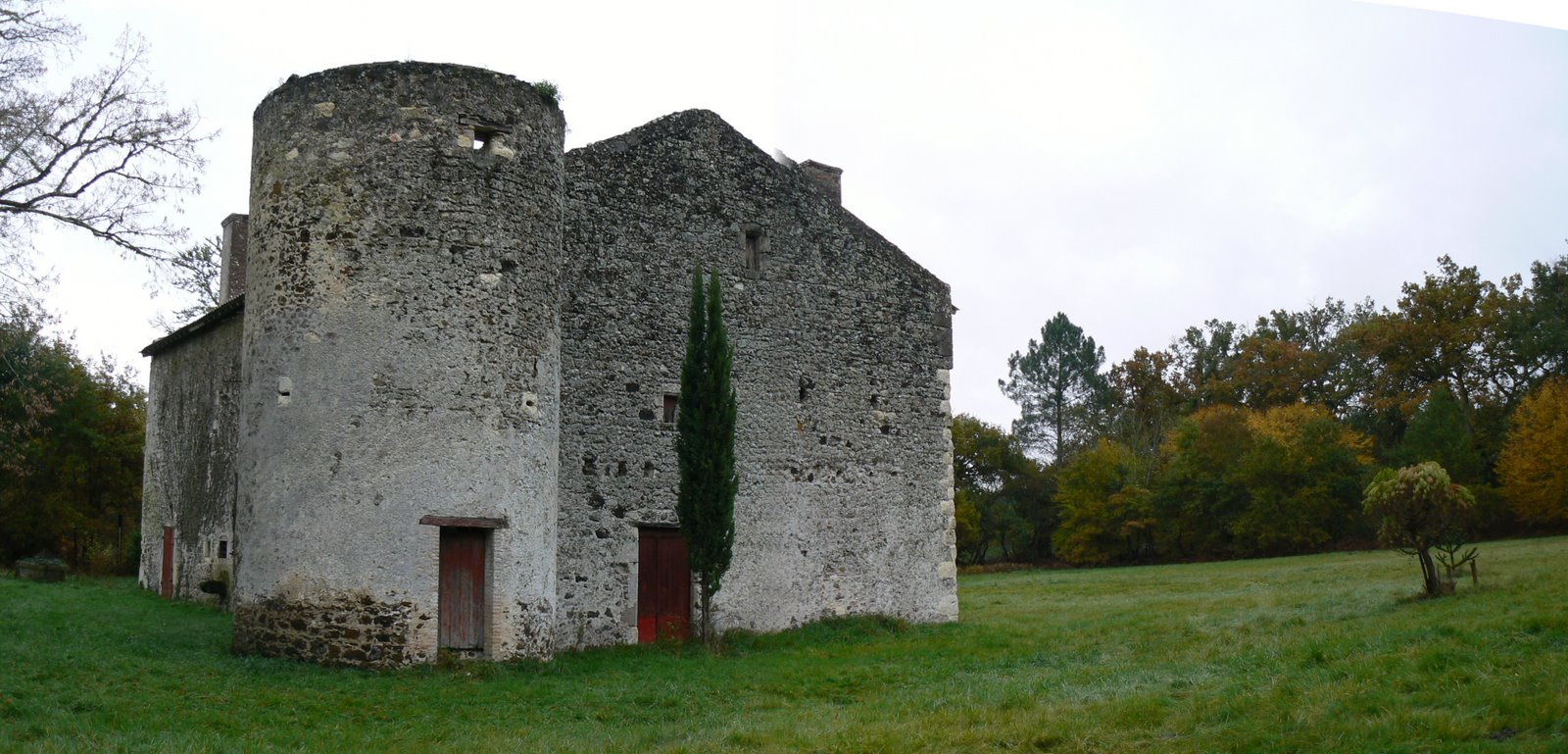
Wehrhaus von Capchicot
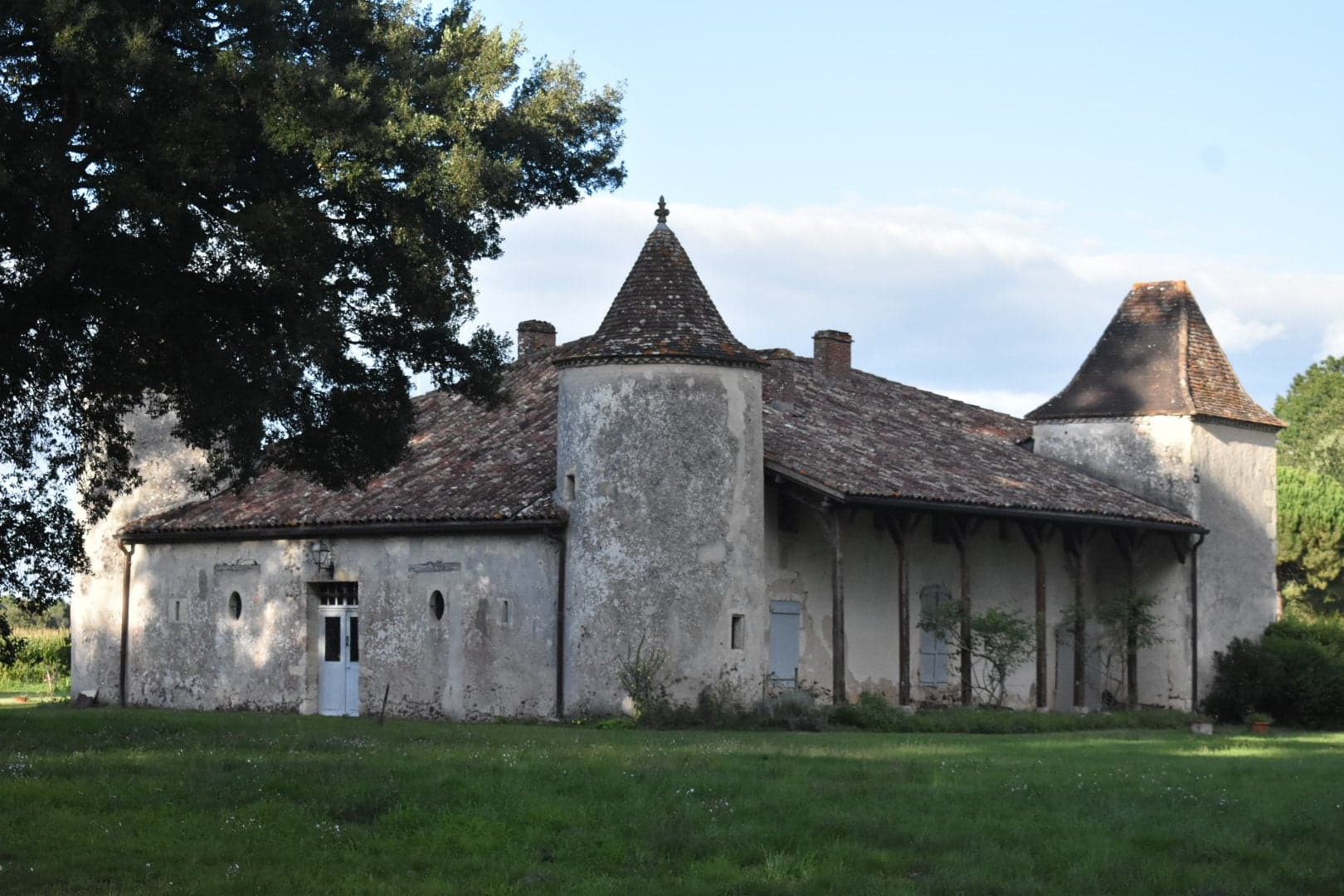
Haus Luxurguey
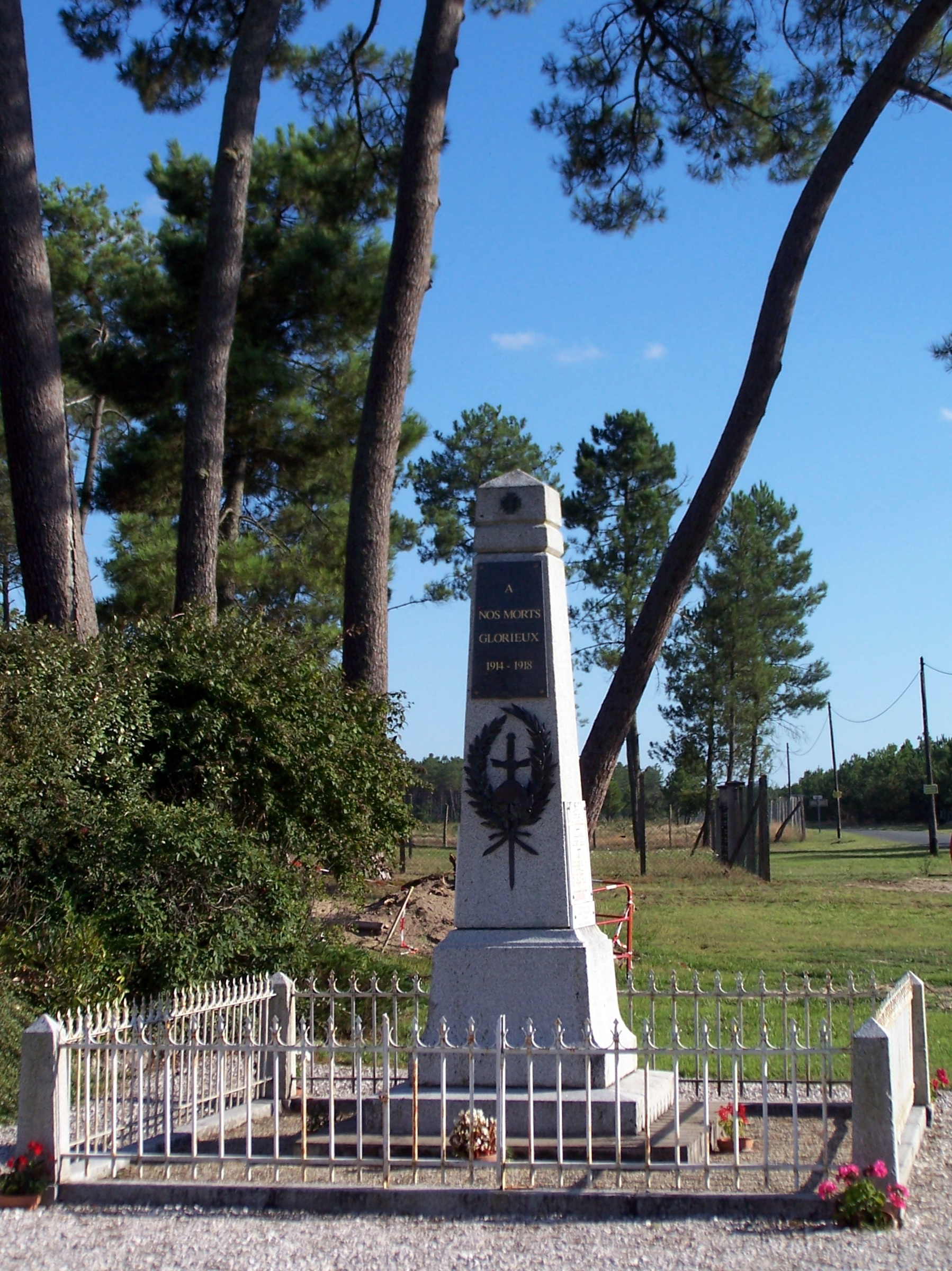
Gefallenendenkmal